# التصنيفات الدولية لقبرص
تتضمن هذه المقالة التصنيفات الدولية لقبرص.

## التصنيفات الدولية
| المنظمة                          | الاستطلاع                                                                                     | الترتيب                                   |
| -------------------------------- | --------------------------------------------------------------------------------------------- | ----------------------------------------- |
| مشروع حالة الحرية العالمية       | مؤشر حالة الحرية العالمية                                                                     | 9 من بين 159                              |
| برنامج الأمم المتحدة الإنمائي    | قائمة الدول حسب مؤشر التنمية البشرية 2006 مؤشر التنمية البشرية 2004 مؤشر التنمية البشرية 2000 | 29 من بين 177 29 من بين 177 29 من بين 177 |
| ذي إيكونوميست                    | مؤشر جودة الحياة العالمي 2005                                                                 | 23 من بين 111                             |
| جامعة ليستر                      | مؤشر الرضا عن الحياة                                                                          | 49 من بين 178                             |
| مؤسسة التراث/وول ستريت جورنال    | مؤشر الحرية الاقتصادية                                                                        | 20 من بين 157                             |
| مراسلون بلا حدود                 | مراسلون بلا حدود 2006 مؤشر حرية الصحافة العالمي 2005                                          | 30 من بين 168 25(tied) من بين 168         |
| الشفافية الدولية                 | مؤشر مدركات الفساد 2006 مؤشر مدركات الفساد 2005 مؤشر مدركات الفساد 2004                       | 37 من بين 163 37 من بين 158 36 من بين 145 |
| المنتدى الاقتصادي العالمي        | تقرير التنافسية العالمي                                                                       | 46 من بين 125                             |
| صندوق النقد الدولي               | قائمة الدول حسب الناتج المحلي الإجمالي (الاسمي) للفرد                                         | 31 من بين 180                             |
| جامعة ييل/جامعة كولومبيا         | مؤشر الأداء البيئي 2005                                                                       | ليست مصنفة                                |
| نيشن ماستر                       | إضرابات العمال                                                                                | ليست مصنفة                                |
| A.T. Kearney / فورين بوليسي      | مؤشر العولمة 2006 مؤشر العولمة 2005 مؤشر العولمة 2004                                         | ليست مصنّفة                                |
| المنظمة العالمية للملكية الفكرية | مؤشر الابتكار العالمي، 2024                                                                   | 27 من بين 133                             |